# 코끼리장수풍뎅이
코끼리장수풍뎅이(elephant beetle, Megasoma elephas)는 풍뎅이과 장수풍뎅이아과에 속하는 곤충의 한 종이다. 코끼리장수풍뎅이는 분류학적으로 신열대구 장수풍뎅이아과로 분류한다.

## 외관

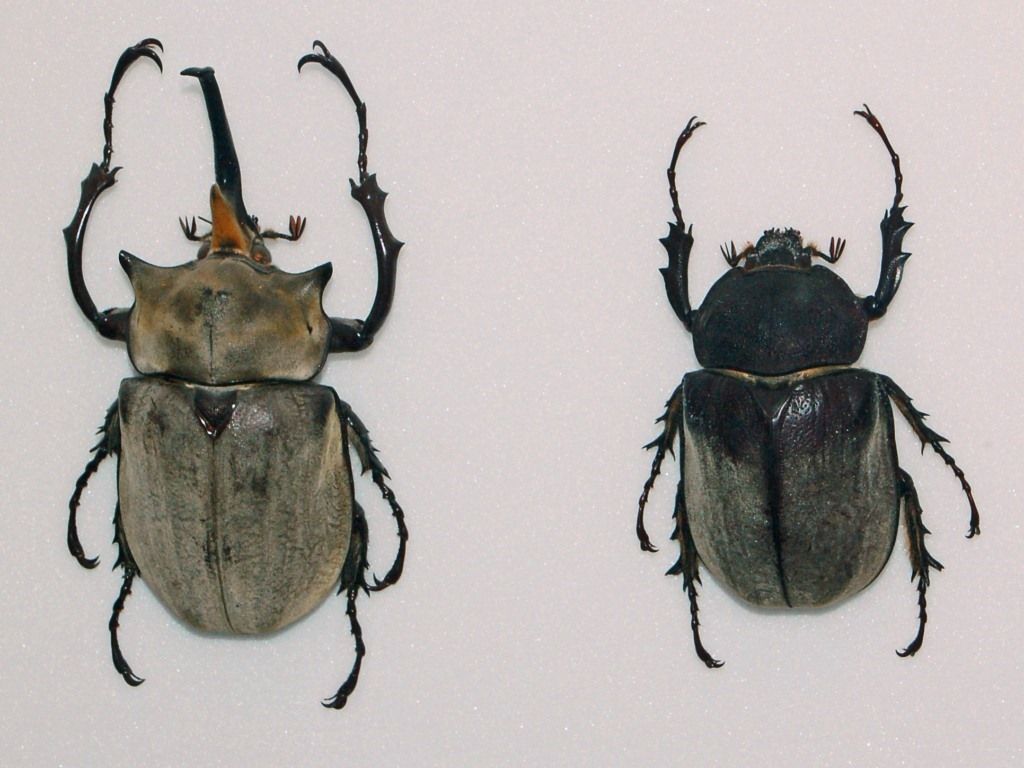
코끼리장수풍뎅이 숫놈과 암놈 비교

코끼리장수풍뎅이의 색은 검은색이고, 몸 전체가 아주 미세한 털로 덮여 있다. 이 털은 특히 코끼리장수풍뎅이의 겉날개(鞘翅) 부분에 두껍게 자라난다. 이 누런 털 때문에 코끼리장수풍뎅이가 전체적으로 노란색으로 보인다. 숫놈은 2개의 뿔이 있는데, 각각 머리 부분에서 돌출된 뿔과 앞가슴 쪽에서 튀어나온 뿔이다. 암놈은 뿔이 없다. 이 뿔은 숫놈이 번식기에 암놈을 차지하기 위해 다른 숫놈과 싸울 때나 먹이를 얻기 위해 경쟁할 때 사용된다.

### 크기

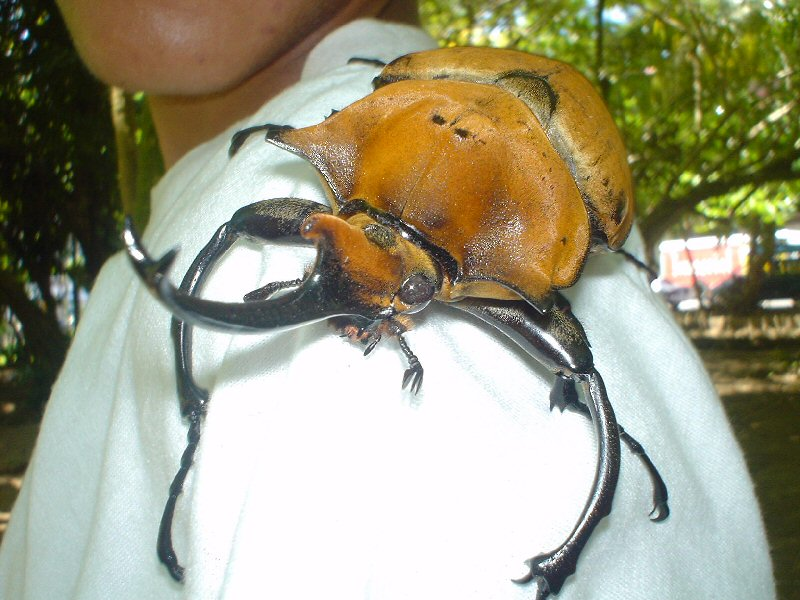
사람과 비교한 코끼리장수풍뎅이 크기

코끼리장수풍뎅이의 크기는 대략 7~12 cm이다. 풍뎅이과에 속하는 다른 곤충들과 마찬가지로, 숫놈이 암놈보다 훨씬 크다. 숫놈은 암놈보다 대략 2~3배 정도 크다.

## 분포
코끼리장수풍뎅이는 멕시코, 중앙아메리카, 콜롬비아 북부와 베네수엘라 북부 등에 분포한다.

## 아종
- Megasoma elephas elephas Fabricius, 1775

## 번식

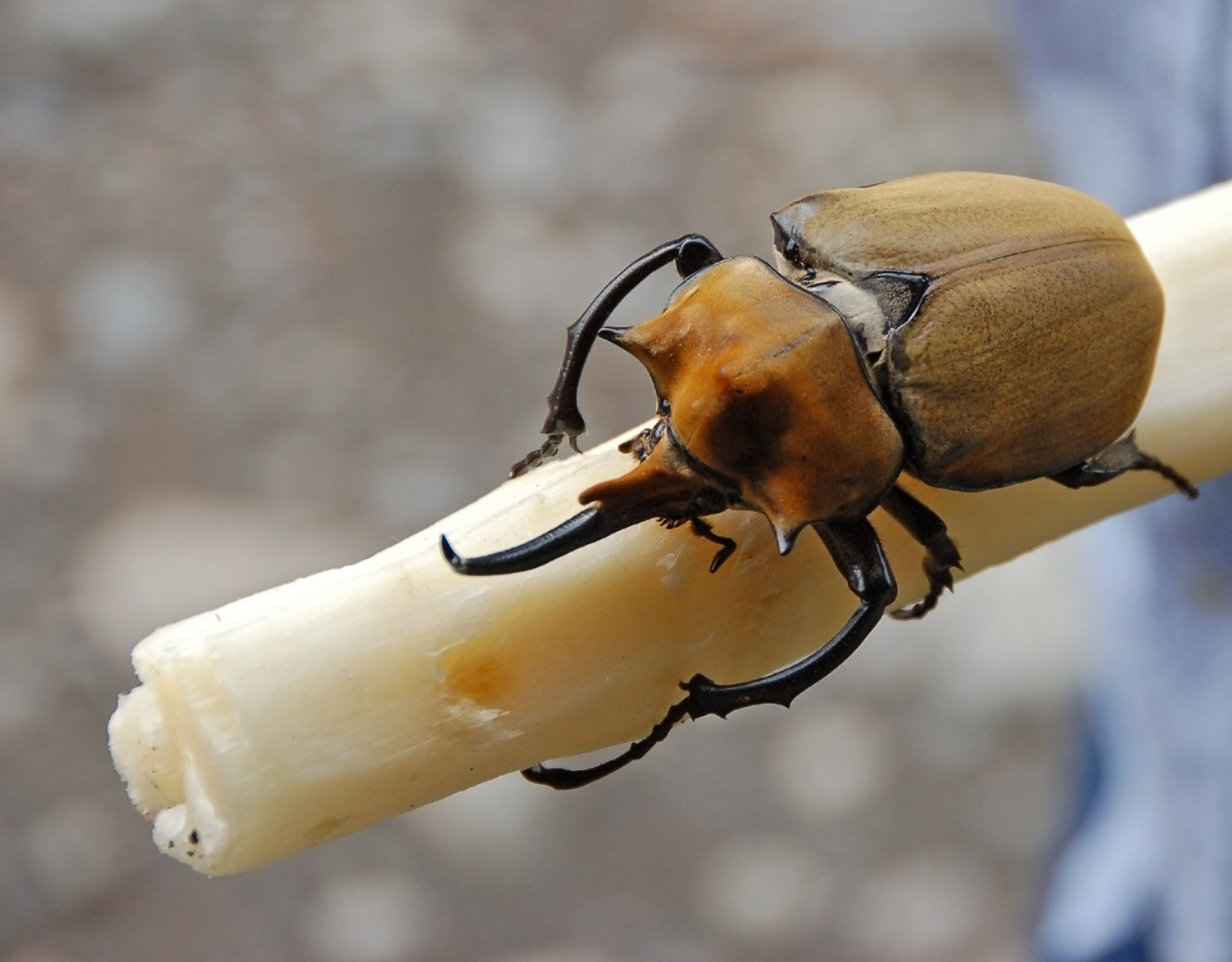
코끼리장수풍뎅이 숫놈

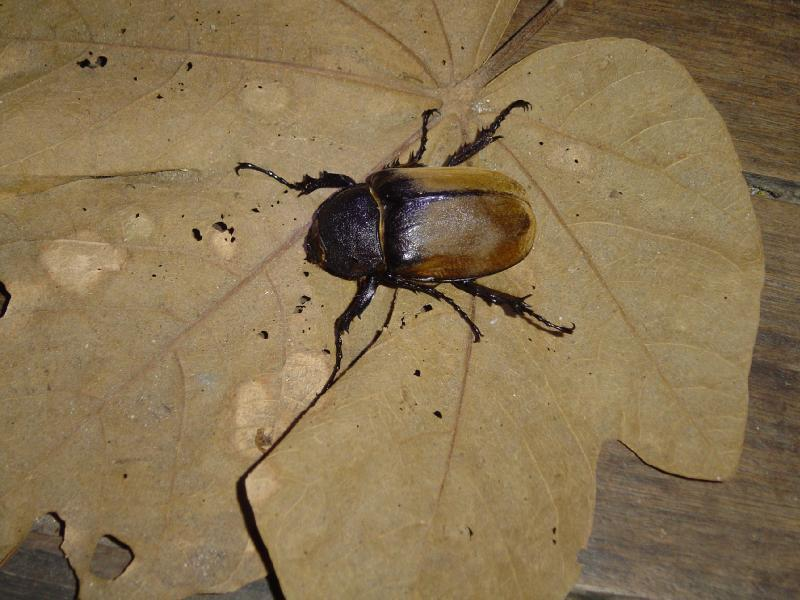
코끼리장수풍뎅이 암놈

코끼리장수풍뎅이 애벌레는 다 자란 성충 개체가 되기까지 아종에 따라 약 3년 정도 걸린다. 암놈 코끼리장수풍뎅이는 썩은 통나무나 땅에 알을 낳는다. 몇 주 뒤에(대략 3주) 알은 갈색 머리에 발이 6개 달린 흰색 애벌레로 부화한다. 애벌레 단계는 대략 29주 정도 지속된다. 마지막 단계는 번데기 단계인데, 섭씨 26도의 온도에서 약 5주 동안 지속된다. 성충 코끼리장수풍뎅이의 수명은 대략 3달 정도로, 다른 대형 장수풍뎅이 종류에 비해 짧은 편이며, 같은 부모의 자손 개체가 아니거나 유충 기간 동안 분리하여 사육 했을 경우 교미가 불가능한 경우가 많다.

## 먹이
코끼리장수풍뎅이는 나무의 수액이나 파인애플과 같이 익어서 떨어진 과일 등을 먹는다. 또한 로간, 리치, 포인시아나와 같은 나무의 열매 등도 먹는다.

## 행동
코끼리장수풍뎅이는 우림에서 살고 주로 밤 시간 동안 활동한다. 그들은 주변 온도가 떨어져도 높은 체온을 유지할 수 있다.

## 개체수
코끼리장수풍뎅이는 우림의 파괴로 인해 짝짓기 공간이 줄어들면서 개체수가 감소하고 있다.

## 같이 보기
- 헤라클레스장수풍뎅이
- 코카서스장수풍뎅이
- 아틀라스장수풍뎅이